# Dino De Laurentiis
Agostino De Laurentiis (8. srpen 1919, Torre Annunziata – 10. listopad 2010, Beverly Hills) byl italský filmový producent. Spolu s Carlo Pontim (s nímž často spolupracoval) byl po druhé světové válce hlavním stratégem průniku italské filmu na mezinárodní scénu. Sehrál velkou roli ve vývoji neorealismu. Sám produkoval asi 150 filmů, s koprodukcemi jeho filmografie čítá přes 500 filmů, z toho 38 bylo nominováno na Oscara, včetně Felliniho Silnice (La strada, 1954). Z neorealistických snímků produkoval ještě Cabiriiny noci (Le notti di Cabiria, 1957), Římanku (La Romana, 1954), nebo Hořkou rýži (Riso amaro, 1949). V 70. letech přesídlil do USA, kde produkoval mj. snímky Tři dny Kondora (Three Days of the Condor, 1975), Lynchovu Dunu (Dune, 1984), Formanův Ragtime (1980) či King Konga (1976). Nikdy se nevyhýbal ani ryze komerčním a popkulturním počinům, o čemž svědčily snímky jako Barbarella (1968), Barbar Conan (Conan the Barbarian, 1982) nebo Rudá Sonja (Red Sonja, 1985).